# Afamelanotide
Afamelanotide of melanotan I is een synthetische substantie die dezelfde werking heeft als de peptide melanocyt-stimulerend hormoon (α-MSH).
Het synthetisch hormoon induceert huidpigmentatie door het stimuleren van de melanogenesis; de huid wordt dus bruiner doordat de huidcellen meer melanine produceren.
Het werd ontwikkeld door onderzoekers aan de Universiteit van Arizona als medicijn ter preventie van huidkanker. Een meer gepigmenteerde huid ondervindt minder uv-schade ten gevolge van zonlicht en zal zo mogelijk een lagere hoeveelheid huidkankers opleveren.
In de Verenigde Staten heeft afamelanotide de status van weesmedicijn verkregen met als indicatie de behandeling van erytropoëtische protoporfyrie. In december 2014 kreeg de Australische farmagroep Clinuvel Pharmaceuticals Limited de toelating van de Europese Commissie om afamelanotide onder de merknaam Scenesse op de Europese markt te brengen.
Scenesse, in de vorm van een implantaat van 16 mg afamelanotide, is geïndiceerd voor de preventie van fototoxiciteit bij volwassen patiënten met erytropoëtische protoporfyrie (EPP) en mag alleen worden voorgeschreven door specialisten in erkende porfyriecentra.
Doordat de huid een egale, bruine kleur krijgt, wordt het ook als cosmetisch middel aangeboden.

## Risico's
Er zijn gevallen gerapporteerd van melanomen na het gebruik van melanotan I. Een oorzakelijk verband tussen het gebruik en de huidkanker kon niet bewezen worden en blijkt moeilijk te bewijzen, onder meer doordat personen die melanotan cosmetisch gebruiken vaak een verleden van zonnebankgebruik en zonnebaden hebben. Noch in-vitro- noch in-vivo-onderzoeken hebben enig carcinogeen effect aangetoond.
Tot op heden is afamelanotide in geen enkel land toegelaten als cosmetisch middel. Onder meer online worden er op illegale wijze producten aangeboden en verkocht met als naam melanotan. Vele soms ernstige gevolgen van het gebruik van deze niet gereguleerde middelen zijn beschreven. Vaak blijken de producten aangeboden als melanotan andere en mogelijk gevaarlijke substanties te bevatten.